# Alojzy Żyłka
Alojzy Żyłka (ur. 14 czerwca 1907 w Chorzowie, zm. ?) – polski lekkoatleta, który specjalizował się w rzucie oszczepem.

## Życiorys
W 1931 jedyny raz w karierze wystąpił w meczu międzypaństwowym. W tym samym sezonie zdobył srebrny medal mistrzostw Polski. Rekord życiowy w rzucie oszczepem: 55,955 (11 lipca 1931, Królewska Huta).  
Podczas II wojny światowej był żołnierzem 1 Dywizji Pancernej, w stopniu starszego strzelca. Został odznaczony Krzyżem Walecznych.